# アハウゼン
アハウゼン (ドイツ語: Ahausen) は、ドイツ連邦共和国ニーダーザクセン州のローテンブルク（ヴュンメ）郡に属す町村（以下、本項では便宜上「町」と記述する）で、ザムトゲマインデ・ゾットルムを構成する町村の一つである。ヴュンメ川とアウエ川が町内を流れている。

## 地理

### 近隣市町村
アハウゼンはザムトゲマインデ・ゾットルムに属す。ゾットルムはアハウゼンから約10kmの距離にある。郡庁所在地であるローテンブルク (ヴュンメ)へもやはり10kmの距離がある。フェルデン (アラー)はアホルンから約25kmである。

### 大都市へのアクセス
ゾットルムやフェルデン (アラー)のインターチェンジからアウトバーンを利用すればブレーメン、ハノーファー、ハンブルクといった大都市へ速やかに行くことができる。

## 歴史
アハウゼン集落は1226年に初めて文献に登場する。ここには「Godefridus sacerdos de Ouhusen」と記述されている。当時この村落にはおよそ26家族が住んでおり、その大部分が農民であった。それぞれが一定の広さの耕地を有し、適切な広さの共有地があった。この頃すでにフェルデン聖堂区に属す礼拝堂あるいは教会があり、聖職者が駐在していた。この村落は次第に拡大し、Ouhusen、Auhusen、Ahusen（1700年頃）といった名前を経て現在のAhausen となった。
しかし、この村の発展は三十年戦争によって断ち切られた。ティリー伯の軍勢がこの村を完全に荒廃させたのである。ビュンテ地区には現在も防御壁跡があるが、これはスウェーデン軍の本陣が置かれた跡である。破壊された教会は、しかし戦争中に再建され、1637年には失われた古い鐘に換えて新しいものが設置されている。
1829年11月から1847年11月まで、アハウゼンの農地に対する耕地整理が行われた。アハウゼンから「ホラントゲンガー」と呼ばれる、手工芸品を持ってオランダへ草刈りなどの出稼ぎに行くものが現れた。
1866年までアハウゼンには代官所があり、ウンターシュテット、エーファーゼン、ハーバーロー、アハウゼンの集落を管轄した。1866年に金が必要となったプロイセン政府はこの代官所を売却した。
1910年から1912年に「アウフ・デム・アーデル」と「アウフ・デア・ビュンテ」に入植地が形成された。当時のアハウゼンの人口は432人であった。この他に古くからの村落の裏にボッケル入植地が形成された（現在は森になっているが、かつては入植地があったことが知られている）。そのさらに向こう側にはブライテンフェルダーモーア入植地があるが、これはアハウゼンの町域の外である。
1921年に電灯が灯り、1925年には街灯が設けられた。ヴュンメが和上流域の湿地を耕作化するため、1923年から1924年に上部アウハウゼン水門が、1927年に下部アウハウゼン水門が建設された。
1933年12月15日のプロイセン市町村体制法および1935年1月30日のドイツ市町村令の影響で、1935年4月1日にはナチス指導者原理が市町村レベルにまで徹底させられた。市町村委員会は、議決権を持たずただ審議・助言する機能だけを有する市町村参事会に改組された。郡長がその参事を任命した。市町村議員の選挙は行われなくなり、首長が唯一の決定権者となった。
1933年の聖霊降臨祭の日に、この町は大火の犠牲となった。多くの家屋が焼失した。この火事はある女性がその詳細をほぼ完全に予言していたという記録がある。この火事は、2人の小児（3歳半）がつけた火が猛烈な勢いで燃え広がったものであった。
1974年にエーファーゼンがこの町に合併した。エーファーゼンは1570年の文献に記録が遺る集落である。

## 宗教
住民の多くはプロテスタント・ルター派の信者で、ハノーファー地方教会ローテンブルク（ヴュンメ）教会クライスのアハウゼン教区に属す。この教区はアハウゼン、エーファーゼン、ヘルヴェーゲ、ウンターシュテットを包含する。ハーバーローの一部もこの教区に属す。2008年時点の教区信者数は約2,400人である。

## 行政

### 議会
この町の議会は11議席からなる。

### 首長
町長は2021年からライナー・ヘンケ (CDU) が務めている。

### 紋章
赤地。中に青い波帯がある銀の帯が逆斜め（向かって右上から左下）に描かれている。逆斜め帯の上側には、アハウゼン教会の切妻のファサードが銀で描かれている。斜め帯の下側には銀の狼の頭部とその下に十字に組み合わされた2本の銀のヒースの枝。
この紋章は、白い逆斜め帯でヴュンメ川を表現している。紋章の上部角は赤地に銀の教会、下部角は銀のオオカミの頭部とその下にやはり銀色の2本のヒースの枝が赤い背景の上に描かれている。赤と銀のこの紋章の彩色はニーダーザクセンを表している。それに加えて、赤はアハウゼンの荒れ地を象徴し、さらにザムトゲマインデ・ゾットルムの紋章の背景色でもある。青は町内を流れる川の水面を象徴する。3つのシンボルと色の意味は以下の通り。
- アハウゼン教会: アハウゼン教会はアハウゼン集落の象徴的建造物である。この教会は17世紀ないしは19世紀に建設された教会で、反故文化財に指定されている。
- 川: アハウゼンの町域には多くの川（ヴュンメ川、アハウザー・バッハ、エーファーザー・バッハ）が流れている。
- ヒースの枝と狼の頭部: これらはエーファーゼンにある、リューネブルガー・ハイデの外にあるものとしては最大のヒースの荒れ地である自然保護地域「ヴォルフスグルント」（狼の場所）を表している。

## 文化と見所
アハウゼンには多くの森があり、その森林面積はローテンブルク（ヴュンメ）郡中最大である。アハウゼンの全土地面積は約 2475ha であるが、そのうち 742ha が森林で、ほぼ 30% を占めている。エーファーゼンは約 964ha 中、約 184ha が森林である。こうした森は理想的なハイキング地となっている。これ以外にハイキングの目的地としては荒れ地や湿地、9モルゲン（約 2.7ha）の池を持つアハウザー水車がある。

### 建築
- 古典主義様式の村の教会。古い教会塔を持つ。
- アハウザー水車

### 記念碑
- 戦没者記念碑（町外れの森の中にある）
- 戦没者記念碑（エーファーゼン）

### 年中行事
- アハウゼンの射撃祭
- エーファーゼンの射撃祭
- 収穫祭
- エーファーゼンの郷土祭
- エーファーゼンのアマチュア芝居上演
- 「アハウゼンの秋」文化関連、工芸品のマーケット
- 聖ニコラウスの祝日前の土曜日に開かれるクリスマス市

### サークル
- アハウゼン射撃クラブ1904 e.V.
- エーファーゼン射撃クラブ
- 体操スポーツクラブ・アハウゼン
- 釣りクラブ
- 郷土クラブ
- ドイツ赤十字地方協会

### 名物料理
- ケールとピンケル（北ドイツ全域で供される料理である）

### 荒れ地
エーファーゼンにある「ヴォルフスグルント」は、リューネブルガー・ハイデの外にあるものとしては最大のヒースの荒れ地である自然保護地域である。

### その他
- クンストホーフ（古い農家で、芸術家とのふれあいが企画される。民営）
- 近郊型保養地（多くのバンガローがあり、ブレーメン周辺地域からの療養地となっている）
- ザンダーブルク（高台にある有名な週末用別荘）

## 経済と社会資本

### 交通
- この町はフェルデン (アラー)へ行く連邦道B215号線の近くに位置する。

### メディア
- 日刊紙
  - ローテンブルクガー・クライスツァイツゥング
  - ヴェーザー・クリーア（アヒム地方版）
- 広報紙
  - ローテンブルガー・ルントシャウ
  - ジャーナル

### 産業
アハウゼンには手工業者と小規模な企業があるが、工業地域は存在しない。

### 教育
- 基礎課程学校 1校
- 「Lebenshilfe」の施設

## 引用
1. ↑  Landesamt für Statistik Niedersachsen, LSN-Online Regionaldatenbank, Tabelle A100001G: Fortschreibung des Bevölkerungsstandes, Stand 31. Dezember 2023